# Svorbe
Svorbe (estniska: Sõrve poolsaar, tyska: Sworbe) är en halvö som utgör den södra udden av ön Ösel i Estland. Den ligger i landskapet Saaremaa (Ösel), 220 km sydväst om huvudstaden Tallinn. Tidigare utgjordes halvön av kommunerna Torgu och Salme. Dessa slogs dock samman med övriga kommuner på Ösel i samband med kommunreformen 2017 när Ösels kommun bildades.

## Geografi
Halvön är 32 km lång, och som bredast 10 km. Söder om Svorbe ligger Svorbesundet, den huvudsakliga farleden in till Rigabukten från Östersjön. Den södra udden kallas Svarverort.

## Historia
Med sitt strategiska läge nära sjövägen till Riga har halvön historiskt haft stor militär betydelse, och befästes med kustbatterier under Ryska kejsardömet. Under andra världskriget utkämpades omfattande strider vid den tyska ockupationen 1941 och mellan Röda armén och den retirerande tyska armén 1944. Vid Tehumardi finns ett  minnesmärke över de fallna sovjetiska soldaterna under det stora slaget natten till 8 oktober 1944. Under sovjettiden fanns här en luftvärnsbas.